# 郡治
郡治（ぐんち）は古代中国の行政単位である郡の行政事務を執り行う役所の所在地を指し、郡の行政の中心である。役所が置かれている城郭都市を郡城という。

## 郡城
秦と漢の時代、郡は中国における行政単位の最上層レベルであり、東漢の時代以降は、州・郡・県の統治の三層構造における州の下の第二層レベルとなった。 魏晋南北朝時代以降、中原は混乱期に入った。 そのため、州・郡・県の行政区域に城壁を築いた:9。郡治に築かれた都市は郡城と呼ばれた。
郡城は旧城壁、新城壁に分けられ、郡内に郡城がない場合もある。 隋の時代、煬帝は支配を強化するために、「郡・県・郷・邑の老若男女を問わず、城壁の建設に従事させる」としたが、その成果はごくわずかだった。 現代の研究者によれば、隋代から唐代前半にかけて、州・県・郡に属する都市や町のほとんどは既存の城壁を利用したり、城壁がまったくなかったりし、城壁を新設したり再建したりした州・県・郡はごく少数であったと指摘されている:9-10。やがて唐代になると、郡は州に、郡治は州治に取って代わられた。

## 翻訳用語
郡治はイギリスとアイルランドでは「County town」と呼ばれる郡都を指し、郡政府と司法機關が置かれる郡の主要地区である。
米国では「County seat」が中国の郡治・郡城、あるいは県治・県城に相当する。